# Carlos Casares (partido)
Carlos Casares (Partido de Carlos Casares) is een partido in de Argentijnse provincie Buenos Aires. Het bestuurlijke gebied telt 21.125 inwoners. Tussen 1991 en 2001 steeg het inwoneraantal met 7,13 %.

## Plaatsen in partido Carlos Casares
- Algarrobos
- Arias
- Bellocq
- Cadret
- Carlos Casares
- Centenario
- Colonia Mauricio
- Hortensia
- La Dorita
- La Sofía
- Mauricio Hirsch
- Moctezuma
- Ordoqui
- Santo Tomás
- Smith